# Новочеркасская тюрьма
Новочеркасская тюрьма (ФКУ СИЗО-3 ГУФСИН России по Ростовской области) — тюрьма в городе Новочеркасске Ростовской области, знаковое место в криминальном мире России. В настоящее время — следственный изолятор № 3 «Красная горка».
Одна из шести пересыльных тюрем СССР, оборудованная для приведения в исполнение смертных приговоров.

## История
Тюрьма в Новочеркасске появилась почти одновременно с основанием города, получив именование острога. Острог был ограждён деревянным забором; через некоторое время на его месте было построено каменное здание, вмещавшее до 600 человек с внутренней больницей. В конце 1910 — начале 1911 годов на территории Новочеркасской тюрьмы разразилась сильная эпидемия тифа, унесшая немало жизней, её причиной была переполненность тюремного учреждения. В результате больницу решили вынести за пределы тюрьмы, перестроив саму тюрьму. Перед началом Первой мировой войны, в 1914 году, в Новочеркасской тюрьме началось сооружение новых корпусов (из красного кирпича), сохранившихся по настоящее время. Интересно, что первыми обитателями новой тюрьмы в 1916 году стали беженцы войны, выехавшие вглубь России. Заключенными новая тюрьма стала пополняться в 1917 году. В новый тюремный комплекс входили главный и надзирательские корпуса, баня, прачечная и другие объекты быта. Через баню, которая располагалась рядом с оградой, в 1917 году была совершена единственная попытка массового побега заключенных, но беглецы не смогли незаметно преодолеть последнюю преграду — высокий тюремный забор.
В советские годы тюрьма продолжала выполнять свою функцию: здесь во времена сталинских репрессий побывали многие осуждённые, которые отправлялись в исправительно-трудовые лагеря — Новочеркасская тюрьма была для них перевалочным пунктом.
В 2003 году учреждение было полностью перепрофилировано под следственный изолятор; в настоящее время здесь может содержаться до двух тысяч человек.
В тюрьме содержались несколько серийных убийц, в основном действовавших в Ростовской области: Анатолий Нагиев (расстрелян в 1982 году), Анатолий Сливко (расстрелян в 1989 году), Константин Черёмушкин (расстрелян в 1993 году), Андрей Чикатило (расстрелян в 1994 году), Юрий Цюман, Владимир Муханкин (оба были приговорены к смертной казни, заменённой на пожизненное лишение свободы), Владимир Криштопа (был приговорён к смертной казни, заменённой на 25 лет лишения свободы). Также известными заключёнными Новочеркасской тюрьмы были:
- Братья Толстопятовы — одна из первых ОПГ в СССР.
- Громославский, Пётр Яковлевич — донской атаман.
- Дуппор, Жан Георгиевич — сотрудник НКВД, начальник нескольких изоляторов или тюрем.
- Зейдлиц-Курцбах, Вальтер фон — немецкий генерал.
- Иоселиани, Джаба Константинович — вор в законе.
- Калашов, Захарий Князевич — вор в законе.
- Королёв, Сергей Павлович — конструктор ракетно-космических систем.
- Мадуев, Сергей Александрович — один из последних криминальных авторитетов в истории СССР.
- Нжде, Гарегин — герой армянского национально-освободительного движения.
- Петросян, Размик Аршакович — участник Карабахского движения.
- Савченко, Надежда Викторовна — украинская военнослужащая, Герой Украины.
- Ченцов, Иван Дмитриевич — советский политический и государственный деятель.